# クリエーター7
クリエーター7は、1994年に北電子が開発・販売したパチスロ機である。

## 概要
この『クリエーター7』から、北電子は本格的に4号機参入を果たした。元々4号機以前は完全告知マシンが正式には認可されておらず、沖縄県のアップライト機などの一部に告知ランプが搭載されていたものの、正式に認可されたのは4号機に入ってからのことであった。
そして同社の4号機参入は、完全告知機からスタートする。本機は、その後伝統となる告知ランプを筐体のリール窓左下隅に設置し、ボーナスフラグが成立すると第三リール停止後にランプが点灯する仕組みになっている。これが、北電子の完全告知システムのはじまりとなった。
ところが、本機にはリーチ目も搭載されており、ボーナスフラグ成立が察知できたので、導入当初モーニングを察知できないようにと告知ランプを切っていた。これが、後に目押しのできないプレイヤーを一時追いやる結果となるが、リーチ目を搭載していたことが功を奏したか本機は当時そこそこヒットした。
ちなみに、本機においてもリプレイはずしは可能だが、効果は高くはない。